# 宮本孝二
宮本 孝二（みやもと こうじ、1949年4月14日 - ）は、日本の社会学者。専門は、社会システム論。桃山学院大学社会学部名誉教授。

## 来歴
1973年大阪大学文学部哲学科卒業。同年紀伊國屋書店入社、1976年退職。1983年大阪大学大学院人間科学学研究科社会学専攻博士課程単位取得満期退学。大阪大学人間科学部助手を経て、1985年桃山学院大学社会学部助教授。1997年に大阪大学人間科学博士を取得し、1999年より教授。桃山学院大学大学院社会学研究科長。関西社会学会常任理事。

## 著作
- 『社会理論25講』（八千代出版、2009年）
- 『ギデンズの社会理論』（八千代出版、1998年）
- （森下伸也・君塚大学）『パラドックスの社会学』（新曜社、1989年）
- （森下伸也・君塚大学）『組織とネットワークの社会学』（新曜社、1993年）